# Gros-Chastang
 Gros-Chastang  (en occitano Gròs Chastanh) es una comuna  y población de Francia, en la región de Lemosín, departamento de Corrèze, en el distrito de Tulle y cantón de La Roche-Canillac.
Su población en el censo de 2008 era de 171 habitantes.
Está integrada en la Communauté de communes du Doustre et du Plateau des Étangs .

## Demografía
| 150 | 210 | 193 | 166 | 177 | 174 | 171 |
| Para los censos de 1962 a 1999 la población legal corresponde a la población sin duplicidades (Fuente: INSEE [Consultar]) |     |     |     |     |     |     |